# Untouched
«Untouched» es una canción interpretada por el dúo australiano de pop rock The Veronicas, escrita por Jessica y Lisa Origliasso junto con el famoso autor Toby Gad. Esta canción es diferente a todas las otras del dúo ya que tiene un sonido más electro y fresco con un divertido juego de palabra en los versos. Fue promocionada a fines de 2007 y principio del 2008 como el segundo sencillo de su disco Hook Me Up. El sencillo fue lanzado durante diciembre de 2007 en Australia, país en donde vendió más de 35,000 copias, alcanzando el #2 en los charts oficiales. Fue el primer sencillo oficial en Estados Unidos, del segundo álbum. Tema principal de la Feria Nacional De San Marcos 2008, en el área de discotecas y restaurantes. Este tema también forma parte de la banda sonora oficial del videojuego FIFA 09. El video musical fue estrenado en MTV Latinoamérica el 24 de marzo de 2009, en el cual en el programa "Los 10 + pedidos" logró posicionarse entre los primeros lugares durante varias semanas hasta lograr estar en el puesto #1, lo cual hizo que existieran en México comerciales de promoción para su segundo disco y comerciales para descargar un ringtone de su exitosa canción "Untouched", ahora ya puede ser escuchada en las radios.

## Lista de canciones
Sencillo en CD
1. «Untouched» — 4:14 (JFH, ARE YOU OK?)
2. «Hollywood» — 3:46
3. «Hook Me Up» (Tommy Trash remix) — 2:53

US Digital
1. «Untouched» — 4:14

## Posiciones en las listas
| Año  | Lista                          | Máxima Posición |
| ---- | ------------------------------ | --------------- |
| 2007 | Australian ARIA Top 50 Singles | 2               |
| 2008 | New Zealand Top 50 Singles     | 9               |
| 2009 | Argentina Top 100              | 93              |
| 2009 | U.S. Billboard Hot 100         | 17              |

- Datos: Q1093143